# SN 2002in
SN 2002in – supernowa typu II odkryta 30 października 2002 roku w galaktyce A214417-0014. W momencie odkrycia miała maksymalną jasność 19,10m.